# Acanthophyllum acerosum
Acanthophyllum acerosum är en nejlikväxtart som beskrevs av Dmitrii Ivanovich Sosnowsky. Acanthophyllum acerosum ingår i släktet Acanthophyllum och familjen nejlikväxter. Inga underarter finns listade i Catalogue of Life.